# 28019 Вархал
28019 Вархал (28019 Warchal) — астероїд головного поясу, відкритий 14 січня 1998 року.
Тіссеранів параметр щодо Юпітера — 3,612.
Названо на честь Богдана Вархала, відомого словацького скрипаля. Богдан грав у Словацькому філармонічному оркестрі та був директором і солістом у Словацькому камерному оркестрі.